# Lac-Ernest
Lac-Ernest est un territoire non organisé situé dans la municipalité régionale de comté d'Antoine-Labelle, dans la région administrative des Laurentides, au Québec. 

## Attraits
- Réserve faunique de Papineau-Labelle